# Tricycleopsis papei
Tricycleopsis papei är en tvåvingeart som beskrevs av Hiromu Kurahashi 1998. Tricycleopsis papei ingår i släktet Tricycleopsis och familjen spyflugor. Inga underarter finns listade i Catalogue of Life.